# Heteractis malu
Heteractis malu là một loài hải quỳ thuộc chi Heteractis trong họ Stichodactylidae. Loài này được mô tả lần đầu tiên vào năm 1893.

## Phạm vi phân bố và môi trường sống
H. malu xuất hiện trải dài từ quần đảo Hawaii đến Úc, ngược lên phía bắc đến vùng bờ biển Nhật Bản. Loài này được nhìn thấy phổ biến ở vùng nước nông, lặng sóng.

## Mô tả
H. malu có xúc tu mọc thưa thớt, ngắn và dày (hiếm khi dài đến 40 cm), thường có màu đỏ tía ở ngọn, phần gốc cùng màu với đĩa miệng nhưng phần trên có thể có màu trắng xanh lục. Đĩa miệng có màu nâu hoặc tím (hiếm khi là màu xanh lục), đường kính đạt tới 20 cm. Cuống có màu kem nhạt hoặc phớt vàng, có thể có các vệt màu vàng sẫm hoặc màu cam.

## Sinh thái học
Chỉ duy nhất một loài cá hề sống cộng sinh với H. malu là Amphiprion clarkii. Không rõ vì lý do gì mà A. clarkii trưởng thành rất ít khi chọn loài hải quỳ này làm nơi cư trú. Có lẽ, H. malu chỉ được xem như là một vật chủ thứ cấp, và được A. clarkii chọn khi không có vật chủ nào khác trong khu vực.
Cá thia con của loài Dascyllus albisella đôi khi cũng chọn hải quỳ H. malu làm nơi cư trú.

## Tác dụng dược học
Nọc độc của hải quỳ H. malu và Cryptodendrum adhaesivum có tác dụng ức chế đáng kể các tế bào A549 (gây ung thư phổi), tế bào A431 (gây ung thư da) và tế bào T47D (gây ung thư vú).